# Hadley (cratère)
Pour les articles homonymes, voir Hadley.
Le cratère Hadley est un cratère d'impact de 119 km de diamètre. Il se trouve à l'ouest de la vallée d'Al-Qahira sur la planète Mars dans la zone de transition entre les plaines géologiquement récentes de l'hémisphère Nord et les vieilles « terres hautes » de l'hémisphère sud de Mars. Cette localisation correspond aux coordonnées 19° 30' S et 156° 9' E qui se situent dans le quadrangle d'Aeolis USGS MC-23. 

## Origine du nom
Le cratère a été nommé d'après George Hadley en 1973, avocat, météorologue et physicien amateur anglais (1685-1768). En 1735, il publia sa théorie sur un modèle de circulation de l'atmosphère terrestre qui explique la circulation des vents des tropiques jusqu'à de très hautes latitudes. Cette théorie fut acceptée, après plusieurs dizaines d'années, et est connue sous le nom de Cellules de Hadley.

## Particularités

### Profondeur
Sa profondeur de 2 600 km[Quoi ?]. Mais le cratère n'a pas la même profondeur le long de ses 120 km. En effet, on constate sur la photo qu'un côté est bien plus profond que l'autre. Le processus exact qui aurait pu induire une telle différence de profondeur n'est pas encore connu. En revanche l'instabilité gravitaire de Mars pourrait jouer un rôle[réf. souhaitée]. Ceci implique notamment de l'érosion, des tremblements de terre, ou encore par des fissures dans les roches induites par de la glace ou par de l'eau qui se serait introduite dans les pentes. On peut noter le fait qu'à l'intérieur même de Hadley, se trouvent de nombreux petits cratères.

### Traces de glace d'eau
On trouve dans les petits cratères de Hadley, des traces intéressantes dues aux éjectas de ces cratères. Quand un cratère d'impact se forme, des débris se retrouvent éjectés, et une couche d'éjectas peut se poser sur et autour de la surface du cratère d'impact. Ces éjectas permettent éventuellement de déterminer la nature des matériaux de la subsurface avant l'impact ; ainsi, à Hadley, à partir d'un impact à l'ouest et de l'impact le plus profond de Hadley, ont été découvertes des preuves de substances volatiles, et éventuellement de glace d'eau sous la surface. Cette glace d'eau formerait lors de l'impact, une sorte de "boue", mélange des matériaux environnants et d'eau, qui s'épancherait ensuite en surface. Ainsi cette couche signerait la présence d'eau ou de glace d'eau, entre la surface et la profondeur des zones impactées.

## Histoire

### Indication sur l'histoire de Mars
Cette découverte d'une probable présence de glace à l’intérieur de la croûte martienne, grâce aux murs du cratère de Hadley, peut nous en apprendre davantage sur l'histoire de Mars. Elle laisse place à de nouvelles théories, ainsi qu'à de nouvelles recherches, que les rovers déjà présents sur Mars ainsi que les futurs rovers à venir continueront d'explorer.
De nos jours il est communément admis que Mars a eu, dans son histoire, de grandes quantités d'eau, qu'elle soit sous forme de neige, de glace, de gaz ou encore liquide. Cependant, cela reste le centre de nombreuses recherches[réf. souhaitée].